# Loderingo degli Andalò

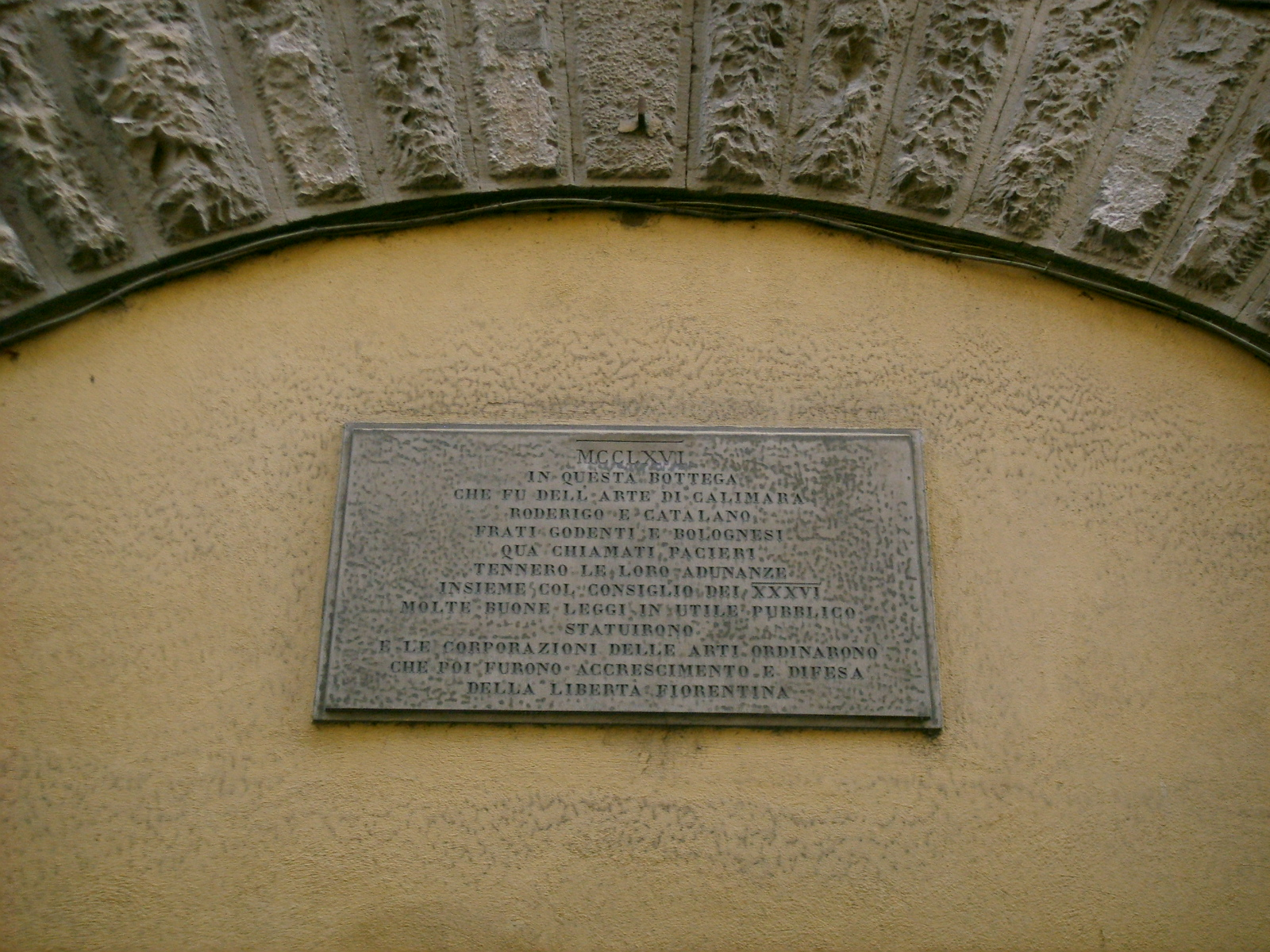
Una placa que recuerda la sede general de los Frailes Gaudentes en Florencia, via Porta Rossa.

Fraile Loderingo degli Andalò (Bolonia, 1210 aprox. – Ronzano, 1293) fue un religioso italiano, uno de los fundadores del Orden de la Milicia de la Bendita Virgen María, conocida también como la Orden de los Frailes Gaudentes.

## Biografía
Nació en Bolonia en el 1210 en una familia noble gibelina: de Andrea Lovello, apodado Andalò (de aquí el apellido) y de Ota. Hermano de santa Diana degli Andalò, fundadora del monasterio dominicano de sant'Agense y de Brancaleone degli Andalò que fue podestà de Génova y después senador en Roma. Fue encarcelado en el 1239 por Federico II. Cubrió después el cargo de podestà en Modena, Florencia y Bolonia.
En el 1260 fundó el orden de los Frailes Gaudentes (o caballeros de Santa Maria). Esta orden, constituida de clérigos y laicos, tenía la tarea tanto de contrastar a las herejías, tanto de pacificar a las adversas facciones ciudadanas y, por estos motivos, los miembros de la Orden tenían el permiso de llevar armas. Junto a Catalano dei Malavolti fue pacificador de varios ciudades en nombre del papa Clemente IV, si bien su Orden prohibía cubrir cargos políticos. Los dos religiosos fueron dos veces rectores en Bolonia (1265 y 1267), mientras que en el 1266, poco después de la Batalla de Benevento y la sangrienta expulsión de los gibelinos, son enviados como pacificadores a Florencia. 
Aquí Dante Alighieri tuvo la oportunidad de conocerlos, colocándolos después en la fosa (bolgia) de los hipócritas en el Infierno (Canto XXIII), obligados a vagar por la eternidad vestidos de pesadas capas de plomo exteriormente doradas.
En el 1267 Loderingo se retiró en el convento de Ronzano sobre las colinas de Bolonia. Aquí tuvo como compañero a Guittone d'Arezzo que le dedicó una canción en la cual exaltaba su serena paciencia. Murió en el convento en el 1293.